# Koehandel (uitdrukking)

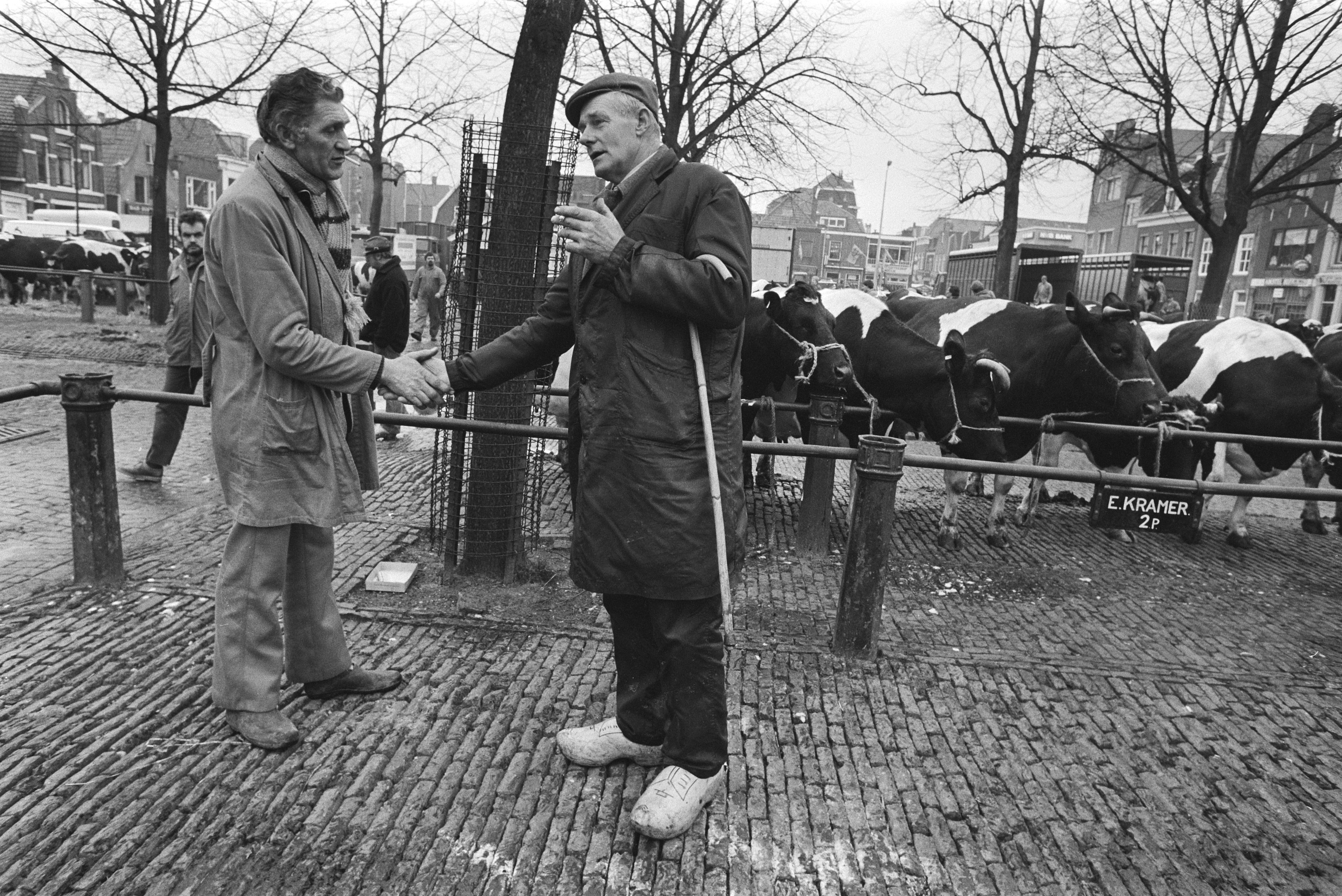
Koehandel (Purmerend, 1984)

Koehandel is een politiek proces waarbij partijen onderlinge afspraken maken. Hoewel dit lijkt op een compromis, wordt de uitdrukking koehandel vooral gebruikt als een negatieve vorm hiervan. De persoon die deze term gebruikt in deze context, bedoelt dat er afspraken worden gemaakt die eigenlijk niet kunnen. Bijvoorbeeld het instemmen met een voorstel tegen de wil van de achterban in, om iets te krijgen waarin dezelfde achterban niet is geïnteresseerd.
De uitdrukking is gebaseerd op een methode voor afdingen in de handel, vooral in de agrarische sector, ook wel handjeklap. De verkoper stelt een prijs voor, waarna de koper een lager bedrag noemt. De verkoper zal dan weer een bedrag noemen dat dichter bij zijn voorstel ligt. De uitdrukking handjeklap komt van het gebruik bij elk voorstel in de hand van de tegenpartij te slaan, waarna de laatste bieder de hand weer op houdt voor het volgende voorstel. Als een van de partijen een hand geeft in plaats van slaat, is de koop definitief. Een alternatief voor handjeklap, dat in andere landen wordt gebruikt, is het schudden van de hand tot een definitieve prijs is bepaald, waarbij het klappen achterwegen wordt gelaten, of ter bevestiging van de overeenkomst dient.